# Poutkak
Poutkak est un village de la Région du Littoral du Cameroun, situé dans la commune de Ngambe. 

## Population et développement
En 1967, la population de Poutkak était de 477 habitants. La population de Poutkak était de 340 habitants dont 170 hommes et 170 femmes, lors du recensement de 2005.  

## Personnalités liées au village
- Jeanne Ngo Maï, femme de lettres, née à Poutkak en 1933
- Alice Nkom, avocate et militante des droits de l'homme, née à Poutkak en 1945
- Hervé Emmanuel Nkom, homme politique